# De jure
De jure, in klassiek Latijn gespeld als de iure, is een uitdrukking die "volgens het recht" betekent. De term beschrijft praktijken die wettelijk erkend zijn, ongeacht of de praktijk in werkelijkheid bestaat.
De uitdrukking staat in contrast met de facto, dat "in feite" betekent. Beide termen worden vaak samen gebruikt als de feitelijke situatie niet (geheel) overeenkomt met de juridische werkelijkheid. De jure en de facto worden dan gebruikt in de betekenis van respectievelijk "formeel" en "in de praktijk" wanneer men politieke of juridische situaties beschrijft.

## Voorbeelden
- De republiek Somaliland is de facto een zelfstandige staat, de jure wordt ze niet erkend.
- Het Salduz-arrest was tot 1 januari 2012 een de-jurearrest, zoals alle arresten, maar de facto werd het in België niet toegepast. Sinds 1 januari 2012 is het Belgisch strafprocesrecht aangepast en in overeenstemming met het Salduz-arrest.